# Эберт, Лев Яковлевич
Лев Яковлевич Эберт (27 августа 1920 Петроград, РСФСР — 18 августа 2006 Санкт-Петербург, Россия) — советский и российский микробиолог, Участник Великой Отечественной войны, Заслуженный деятель науки РФ 1992.

## Биография
Родился 27 августа 1920 года в Петрограде. В 1938 году окончил Ленинградскую среднюю школу. В 1943 году служил Северном флоте. В 1944 году окончил Военно-медицинскую академию имени С. М. Кирова, в 1950 году при этом же институте окончил адъюнктуру. С 1944 по 1947 гг. был корабельным врачом на Балтийском море, преподавал на кафедре микробиологии Военно-медицинской академии имени С. М. Кирова с 1950 по 1957 гг. В 1949 году защитил кандидатскую диссертацию «Роль диффузионного фактора (гиалуронидазы) в инфекции» в 1958 году докторскую «Изучение экспериментальной пневмонии, протекающей на фоне лучевой болезни, и изыскание средств для лечения этого заболевания». В 1960 году присвоено звание профессора. Избирался членом правления Всесоюзного и Всероссийского общества микробиологов и эпидемиологов, с 1976 года председатель специализированного регионального совета по микробиологии, иммунологии и фармакологии. В 1957—1987 гг. заведующий кафедрой микробиологии, с 1987 года профессор-консультант кафедры, в 1960—1986 гг. проректор по научной работе в ЧГМИ (ныне Южно-Уральский государственный медицинский университет). В 1992 году Л. Я. Эберту было присвоено звание Заслуженного деятеля науки РФ. Умер 18 августа 2006 года.

## Научная деятельность
Автор 200 научных работ и 3-х монографий по вопросам микробиологии, эпидемиологии и иммунологии инфекционных заболеваний. Разработал схему применения ряда лекарств для усиления действия антибиотиков при лечении инфекционных и профилактики острых респираторных заболеваний. В своих трудах Эберт обобщил многолетние исследования применения различных химиотерапевтических препаратов для неспецифической профилактики инфекционных заболеваний и механизма воздействия их на организм. Под его руководством было сдано 9 докторских и 73 кандидатских диссертаций.

## Основные работы
Сочинения
- Эберт Л. Я. О влиянии нейтрофилокина на реакцию системы крови при различных экстремальных воздействиях // Бюллетень экспериментальной биологии и медицины.. — 1996. — № 8. — С. 186—188.
- Эберт Л. Я. Изучение кооперации нейтрофилов с клетками иммунной системы в норме и патологии: методические рекомендации МЗ России.. — 1992. — 19 с.
- Эберт Л. Я. Иммунология травмы.. — Свердловск, 1989. — 217 с.
- Эберт Л. Я. Профилактика инфекционных заболеваний лекарственными средствами.. — Челябинск, 1968.

## Награды
- Орден Отечественной войны II степени
- два ордена Красной Звезды
- Орден «Знак Почёта»
- Медаль «За оборону Ленинграда»
- Медаль «За победу над Германией в Великой Отечественной войне 1941—1945 гг.»
- Медаль «За боевые заслуги»
- Юбилейная медаль «30 лет Советской Армии и Флота»
- Заслуженный деятель науки РФ
- Медали.